# Lista över fornlämningar i Södertälje kommun (Salem)
Lista över fornlämningar i Södertälje kommun (Salem) är en förteckning av ett urval av de fornlämningar som finns i Salem i Södertälje kommun.
| Namn             | Lämningstyp                      | Tillkomsttid | Historisk indelning | Plats | Läge                 | ID-nr          | Bild                                 |
| ---------------- | -------------------------------- | ------------ | ------------------- | ----- | -------------------- | -------------- | ------------------------------------ |
| Salem 211:1      | Fornborg                         |              | Salem, Södermanland |       | 59.241496, 17.673882 | 10007602110001 | Ladda upp en bild av detta fornminne |
| Salem 288:1      | Röse                             |              | Salem, Södermanland |       | 59.248161, 17.594216 | 10007602880001 | Ladda upp en bild av detta fornminne |
| Salem 289:1      | Fornborg                         |              | Salem, Södermanland |       | 59.244421, 17.610660 | 10007602890001 | Ladda upp en bild av detta fornminne |
| Salem 292:1      | Fornborg                         |              | Salem, Södermanland |       | 59.244942, 17.614291 | 10007602920001 | Ladda upp en bild av detta fornminne |
| Salem 293:1      | Röse                             |              | Salem, Södermanland |       | 59.246655, 17.622534 | 10007602930001 | Ladda upp en bild av detta fornminne |
| Salem 293:2      | Stensättning                     |              | Salem, Södermanland |       | 59.246746, 17.622504 | 10007602930002 | Ladda upp en bild av detta fornminne |
| Salem 293:3      | Gravhägnad                       |              | Salem, Södermanland |       | 59.246928, 17.622408 | 10007602930003 | Ladda upp en bild av detta fornminne |
| Salem 337:1      | Stensättning                     |              | Salem, Södermanland |       | 59.247371, 17.625686 | 10007603370001 | Ladda upp en bild av detta fornminne |
| Östertälje 290:1 | Stensättning                     |              | Salem, Södermanland |       | 59.246681, 17.658409 | 10012402900001 | Ladda upp en bild av detta fornminne |
| Östertälje 290:2 | Stensättning                     |              | Salem, Södermanland |       | 59.246759, 17.659182 | 10012402900002 | Ladda upp en bild av detta fornminne |
| Östertälje 292:1 | Fornborg                         |              | Salem, Södermanland |       | 59.242691, 17.651162 | 10012402920001 | Ladda upp en bild av detta fornminne |
| Östertälje 293:1 | Stensättning                     |              | Salem, Södermanland |       | 59.241222, 17.674216 | 10012402930001 | Ladda upp en bild av detta fornminne |
| Östertälje 293:2 | Stensättning                     |              | Salem, Södermanland |       | 59.241042, 17.674395 | 10012402930002 | Ladda upp en bild av detta fornminne |
| Östertälje 295:2 | Husgrund, förhistorisk/medeltida |              | Salem, Södermanland |       | 59.240524, 17.675442 | 10012402950002 | Ladda upp en bild av detta fornminne |
| Östertälje 295:3 | Husgrund, förhistorisk/medeltida |              | Salem, Södermanland |       | 59.240629, 17.675079 | 10012402950003 | Ladda upp en bild av detta fornminne |
| Östertälje 297:1 | Röse                             |              | Salem, Södermanland |       | 59.238532, 17.673243 | 10012402970001 | Ladda upp en bild av detta fornminne |
| Östertälje 299:1 | Gravfält                         |              | Salem, Södermanland |       | 59.237349, 17.673695 | 10012402990001 | Ladda upp en bild av detta fornminne |